# Lapita bouloupari
Lapita bouloupari är en tvåvingeart som beskrevs av Daniel J. Bickel 2002. Lapita bouloupari ingår i släktet Lapita och familjen styltflugor.
Artens utbredningsområde är Nya Kaledonien. Inga underarter finns listade i Catalogue of Life.